# Franck Ploum
Franciscus Johannes Maria (Franck) Ploum (Kerkrade, 2 maart 1968) is een Nederlands theoloog, voorganger en schrijver.

## Biografie
Franck Ploum is afkomstig uit Kerkrade en groeide op in de wijk Bleijerheide.

### Studie
Hij volgde zijn middelbare school op het College Rolduc in Kerkrade. Vervolgens studeerde hij theologie aan de Universiteit voor Theologie en Pastoraat (UTP) in Heerlen en aan de Radboud Universiteit in Nijmegen. (1988-1994). Later volgde hij een Postacademische studie kerkontwikkeling en innovatie aan de Universiteit Utrecht (1998-2000) en tot slot Journalistiek en Communicatie voor academici aan de Hogeschool van Utrecht. (2003-2004). 

### Loopbaan
Ploum werkte medio jaren negentig in het Bisdom Breda. Hij werkte als pastor in de Bethlehemparochie in Breda (1994-2002). Hierna werd hij op verzoek van Bisschop Muskens projectleider van 'Thomas Geloof en Cultuur' in Oosterhout (2002-2004). 
Na zijn vertrek uit het bisdom Breda (ontslag vanwege zijn echtscheiding) startte hij Bureau Mamre en werd van daaruit o.a. landelijk projectleider van de Maand van de Spiritualiteit - initiatief van Uitgeverij Ten Have, KRO en Dagblad Trouw (2005-2007). Ook werkte hij voor diverse katholieke maatschappelijke organisaties zoals VKMO/Katholiek Netwerk, Abdij Berne Heeswijk, Kloosterdorp Steyl en Mensen met een Missie. Daarnaast legde hij zich toe op het verzorgen van bezinningsdagen en retraites voor kloostergemeenschappen en congregaties. 
In 2011 vroeg Huub Oosterhuis hem om naar Amsterdam te komen en werd hij algemeen directeur van De Nieuwe Liefde en later van Nieuwe Liefde Leerhuis (tot najaar 2014).  
In 2010 stond hij samen met enkele Bredanaars aan de wieg van de oecumenische Ekklesia Breda, waar hij vanaf de oprichting tot heden als voorganger aan verbonden is. Na zijn vertrek uit Amsterdam initieerde hij in 2015 de Stichting Zinsverband, als bijbels theologisch leerhuis gekoppeld aan de Ekklesia Breda.  
In 2016 ontwikkelde hij samen met de Amsterdamse bijbelwetenschapper Alex van Heusden de Leergang Bijbel. Een leergang waarin onder leiding van een tiental bijbelwetenschappers uit Nederland en Vlaanderen de bijbel bestudeerd wordt vanuit politieke, culturele en maatschappelijke invalshoek. Deze leergang startte in 2024-2025 het negende leerjaar.  
In 2022 was hij een van de drijvende krachten achter het behoud van de Lutherse Kerk Breda als plek van bezinning, cultuur en maatschappelijk debat in het hart van de Bredase binnenstad. In december 2022 werd hiertoe de kerk gekocht door de Stichting Ekklesia Breda.  
Sinds 2017 werkt Ploum als bestuursondersteuner van de Congregatie van de Broeders van Huijbergen (tot heden). Sinds 2019 is hij ook vaste voorganger bij de Vrijzinnige Gemeente in Zierikzee. 
Van hem verschenen er ook veel publicaties en liturgische teksten. Hij schreef inmiddels een honderdtal liedteksten voor liturgisch gebruik, getoonzet door componisten als Arjan van Baest, Henri Heuvelmans, Tom Löwenthal en Felicity Goodwin. Naast eigen werk vertaalde Ploum in opdracht van Uitgeverij Ten Have en Berne Media diverse Duitstalige religieuze en theologische boeken in het Nederlands, waaronder een achttal van Anselm Grün, en 'God in alles' van Leonardo Boff.